# Böhme (Fluss)
Die Böhme ist der wasserreichste und längste rechte Nebenfluss der Aller. Auf einer Länge von 71 Kilometern durchzieht er in zumeist südwestlicher Richtung den Landkreis Heidekreis, Niedersachsen (Deutschland).

## Name
Im Mittelalter wurde der Fluss als bomen oder bomene bezeichnet. Der Name leitet sich von altsächsisch *Budmina ab, einer -ina-Ableitung von germanisch *budma- für ‚Boden‘.

## Geographie

### Verlauf
Die Böhme entspringt am Südwestrand des Naturparks Lüneburger Heide im Pietzmoor. Sie verlässt ihr Quellgebiet südwestlich der Stadt Schneverdingen in Richtung Süden und durchquert nach etwa 15 Kilometern die Stadt Soltau. Später verläuft sie in geringer Entfernung entlang der Nordwestgrenze des Truppenübungsplatzes Bergen-Hohne und quert die Ortskerne von Dorfmark und Bad Fallingbostel. Oberhalb von Walsrode bildet sie, nordwestlich ausholend, das Böhmeknie und erreicht schließlich nach gestreckt südwestlichem Verlauf wenig unterhalb der kleinen Gemeinde Böhme (zwischen Ahlden und Rethem) die Aller.

### Beschreibung
Die Böhme ist der westlichste der größeren Flüsse der Südheide. Anders als diese ist sie jedoch im Mittellauf, dem Böhmeknie zwischen Dorfmark und Walsrode, durch ein relativ enges Tal gekennzeichnet, dessen Besonderheit die 40 m hohen Steilufer der Fallingbosteler Lieth sind. Die darum schon Ende des 19. Jahrhunderts beginnende touristische Wertschätzung des Tals spiegelt sich in lokalen Bezeichnungen wie „Honerdinger Schweiz“ (durch Sandabbau unkenntlich geworden) und „Böhmeschlucht“. Sie gründete sich anfangs auch auf die landschaftliche Einheit mit der kleingebirgshaften Falkenberg-Endmoräne mit den Großsteingräbern der Sieben Steinhäuser und der ehemaligen Erholungsanlage Achterberg, heute im Truppenübungsplatz Bergen-Hohne. Gegenwärtig dominiert neben dem Kurbetrieb in Bad Fallingbostel der Ausflugsverkehr, besonders zum Vogelpark Walsrode und zum Lönsgrab bei Walsrode, der größten Stadt des Böhmetals.
Dieses auch Heidmark genannte Gebiet ist von lokal erhöhter Bevölkerungsdichte, zum einen wegen fruchtbarerer Böden der dortigen Lehmheiden, im Wesentlichen aber Folge der frühen Industrialisierung in Bomlitz (am gleichnamigen Nebenfluss der Böhme).
Der obere Talabschnitt ist weiträumig und für die südliche Lüneburger Heide typischer. Hier entspringt die Böhme aus mehreren früheren Torfkuhlen im wiedervernässten Pietzmoor bei Schneverdingen. Der Hauptort des Oberlaufs ist der Straßen- und Bahnknoten Soltau, eine Stadt von ähnlicher Zentralität wie Walsrode und touristisch bekannt durch den Heide-Park nördlich der Stadt.
Unterhalb von Walsrode weitet sich das Tal unvermittelt zum Aller-Urstromtal mit einer waldreichen schwemmfächerartigen Talsandebene.

Die Böhme von der Quelle zur Mündung
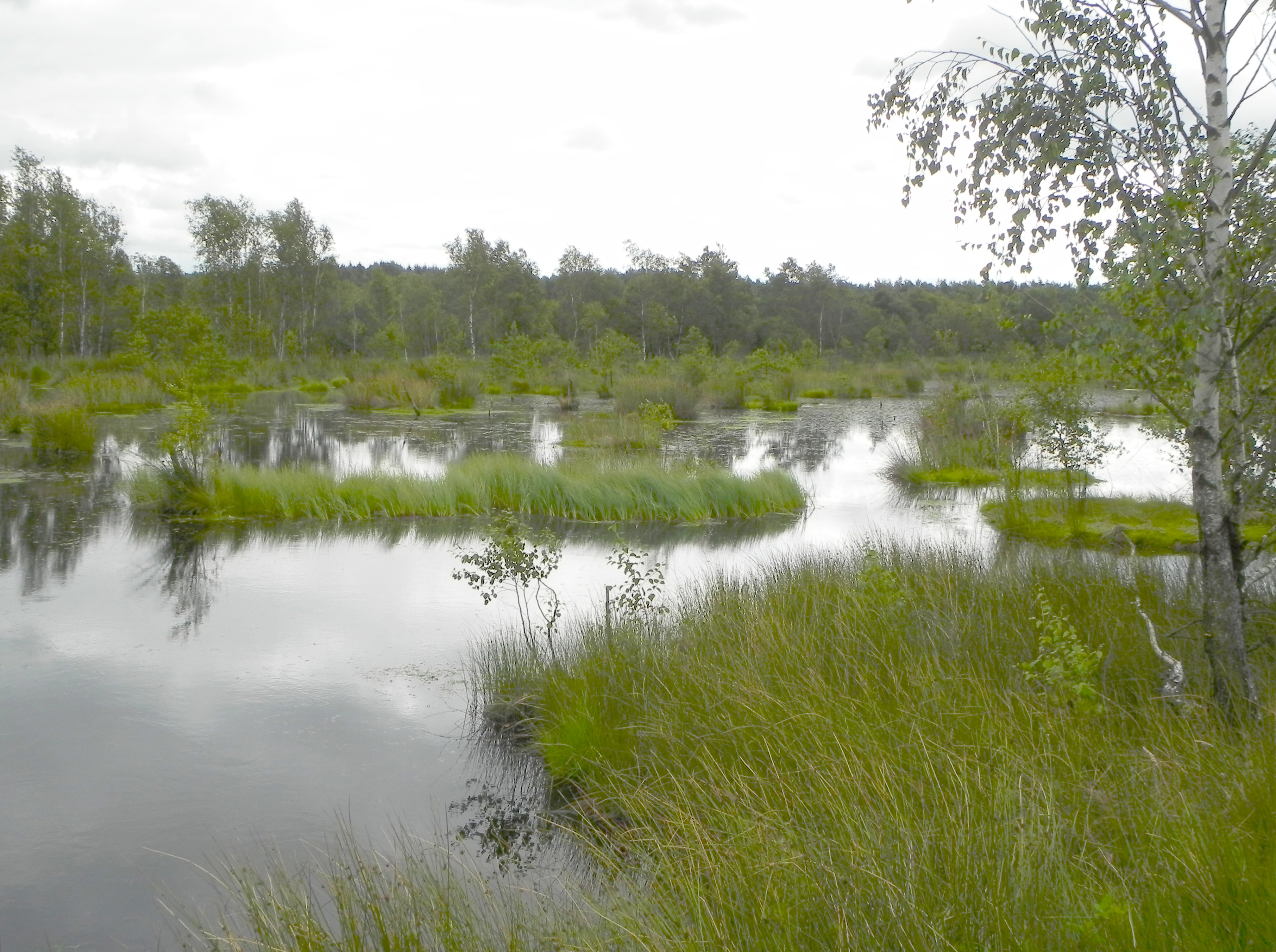
Quellgebiet der Böhme im Pietzmoor
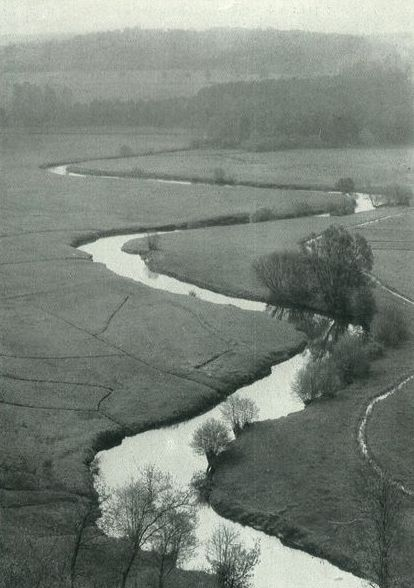
Rieselwiesen bei Klint (Fallingbostel) Aufn.: Richard Linde, vor 1921
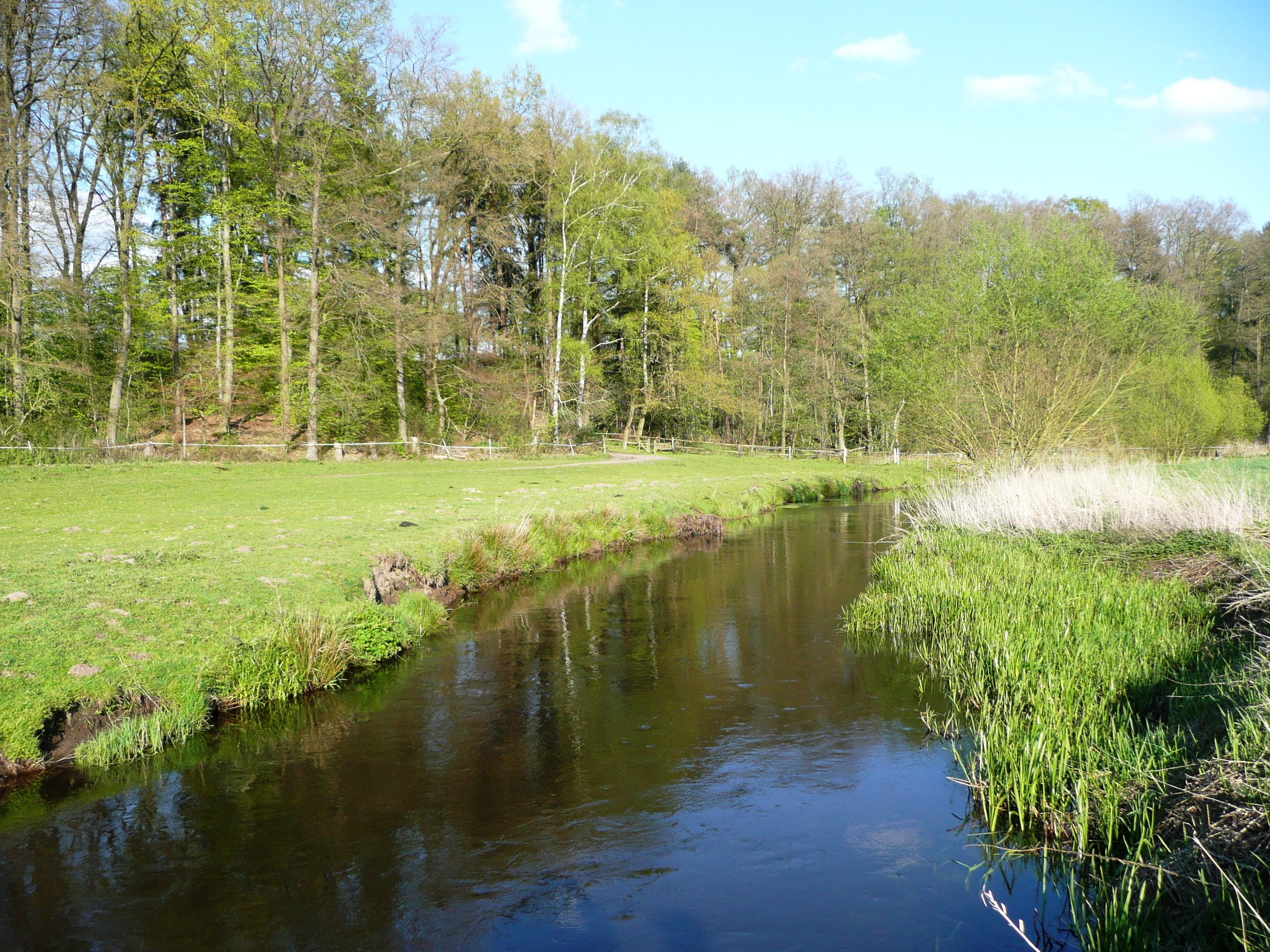
Im hügeligen Talabschnitt nahe dem Lönsgrab bei Elferdingen
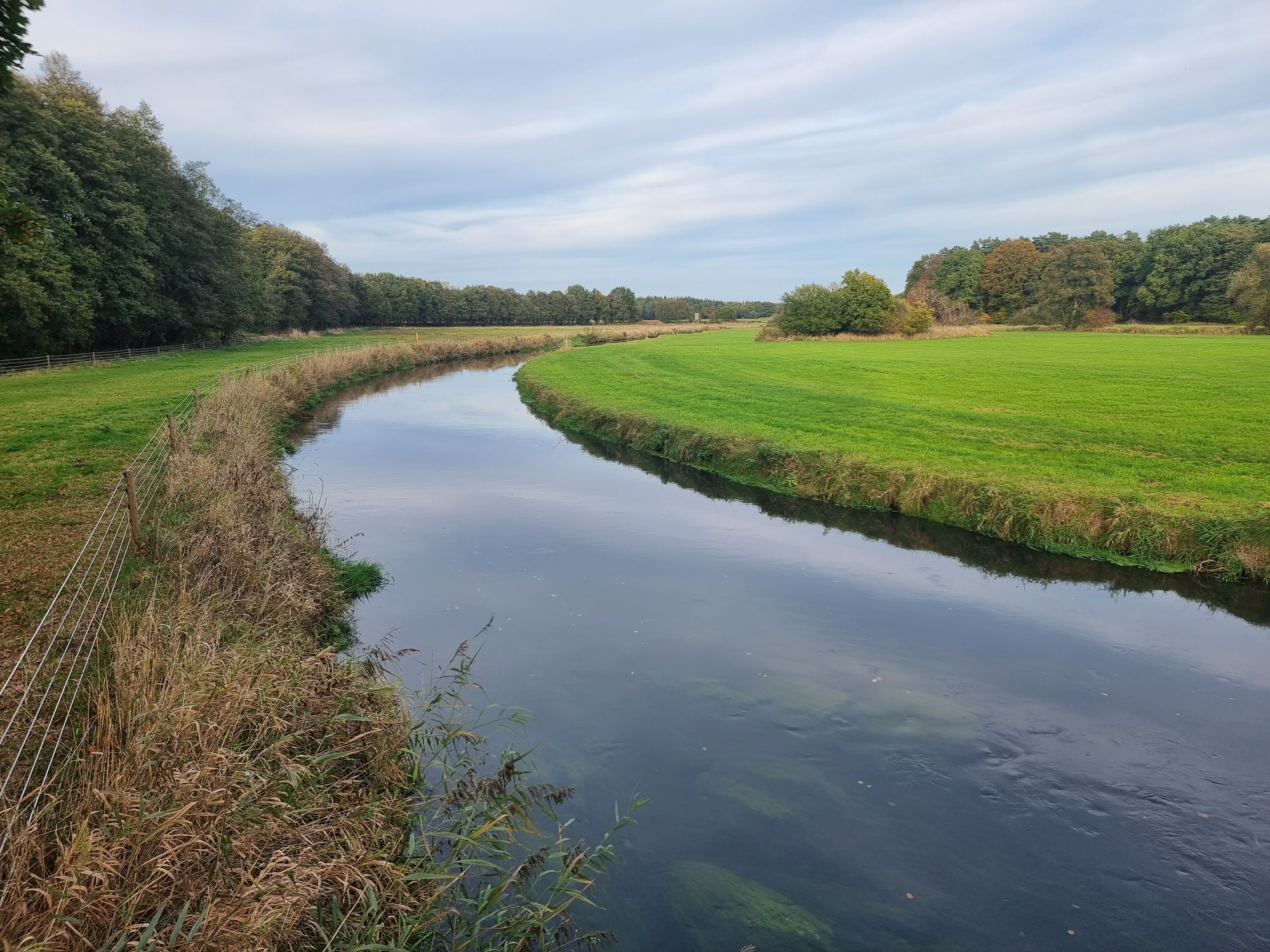
Die Böhme im Urstromtal der Aller bei Hollige
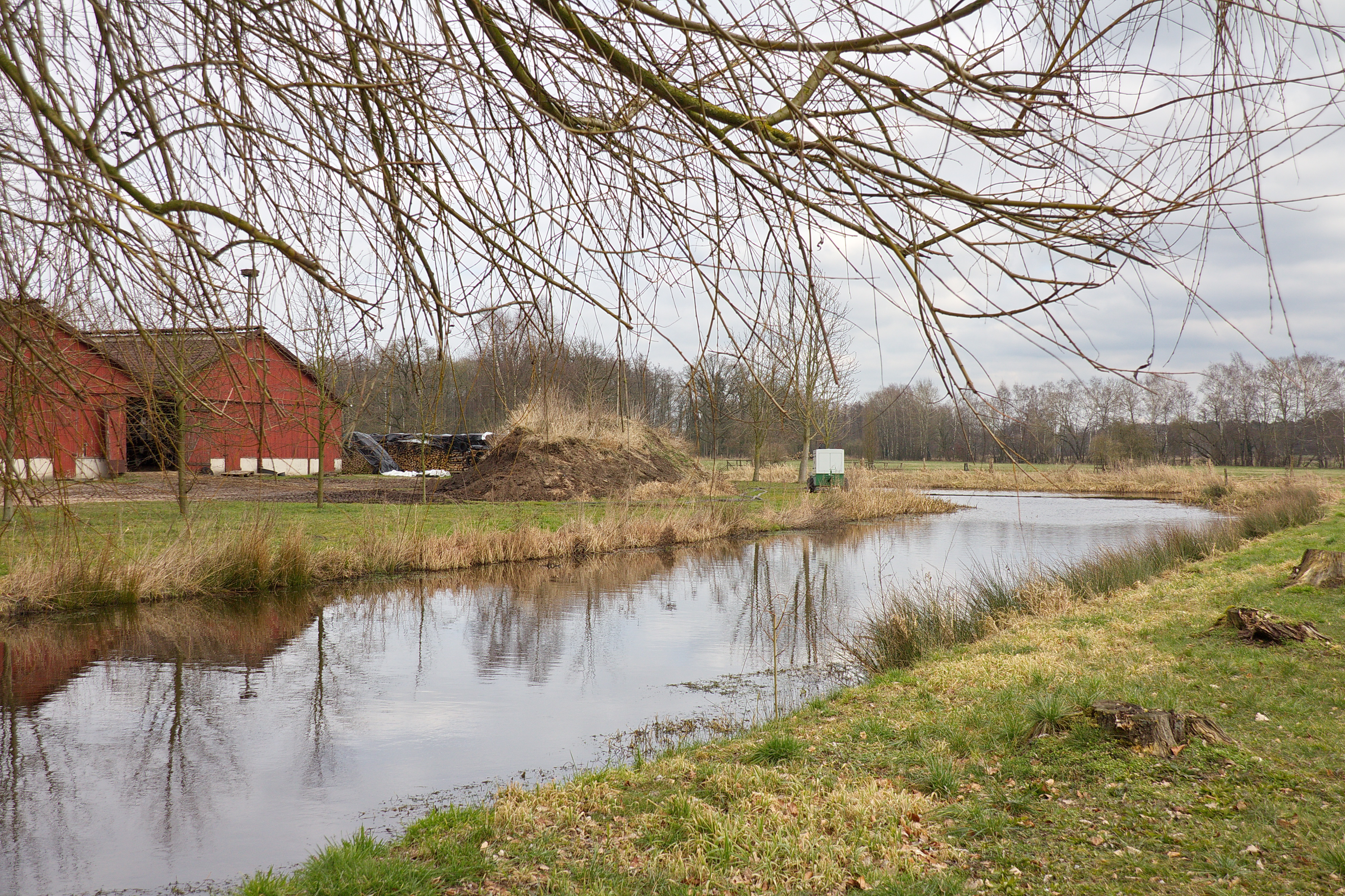
Die Böhme kurz vor der Mündung in die Aller

### Hydrologie
Die Böhme hat wie viele Heideflüsse einen sehr ausgeglichenen Jahresgang des Abflusses. Die saisonal deutlich stärker schwankende Grundwasserneubildungsrate (wesentlich bestimmt durch das Verhältnis von Niederschlag und Verdunstung) wird durch das hohe Speichervolumen der saalezeitlichen glazialen und fluvioglazialen Sedimente ausgeglichen, aus denen die Hügel und Plateaus beiderseits des Böhmetals bestehen.
Mittlere Monatsabflüssel (in m³/s) am Pegel Brock
(Höhe: 39,4 m, Einzugsgebiet: 285 km², auf Basis der Werte von 1961 bis 1989)

## Zustand
Das Wasser hat fast durchgehend die Güteklasse II: mäßig belastet. Lediglich einige kurze Abschnitte im Bereich von Soltau und von Walsrode weisen die Güteklasse II–III: kritisch belastet auf.

## Ortschaften
Zu den Ortschaften an der Böhme gehören:
- Heber
- Wolterdingen
- Soltau
- Dorfmark
- Vierde
- Bad Fallingbostel
- Uetzingen
- Honerdingen
- Walsrode
- Böhme

Der Fluss sollte Namensgeber einer Stadt Böhmetal werden, die – nach gescheiterter Planung – 2011 durch Städtefusion der drei damaligen Kommunen Bomlitz, Bad Fallingbostel und Walsrode gebildet werden sollte.

## Wirtschaft und Verkehr

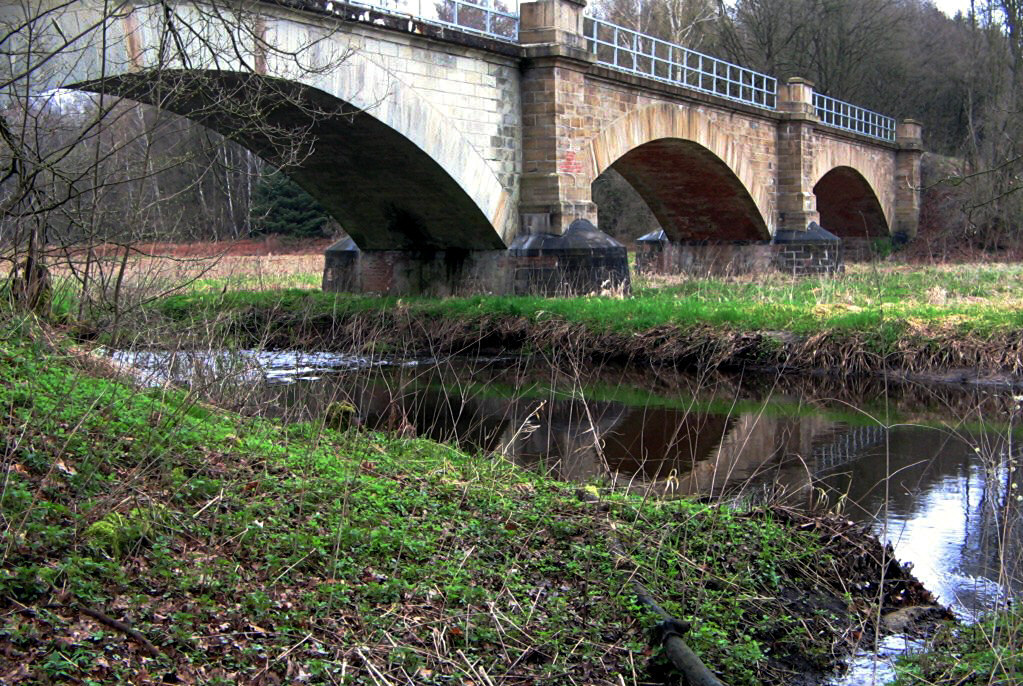
Böhmebrücke der Bahnstrecke Bomlitz–Walsrode

Die gegenwärtige wirtschaftliche Entwicklung des Böhmetals wird wesentlich durch die Verkehrsgunst nahe dem BAB-Dreieck Walsrode im Schnittpunkt der Einzugsgebiete von Bremen, Hamburg und Hannover bestimmt (Logistik-Unternehmen, Ausflugsverkehr) und weiterhin durch die Industrie, vorwiegend in Bomlitz (Industriepark Walsrode, Dow Wolff Cellulosics, Wipak) und Bad Fallingbostel (Hauptwerk von Mondelēz International in Europa).
Dem Lauf der Böhme folgen in meist geringem Abstand die A7, die B209 und bereits seit 1890 die Heidebahn. Querende Bahnlinien geringerer Bedeutung sind die sogenannte Amerikalinie und die Bahnstrecke Bomlitz–Walsrode.

## Rezeption

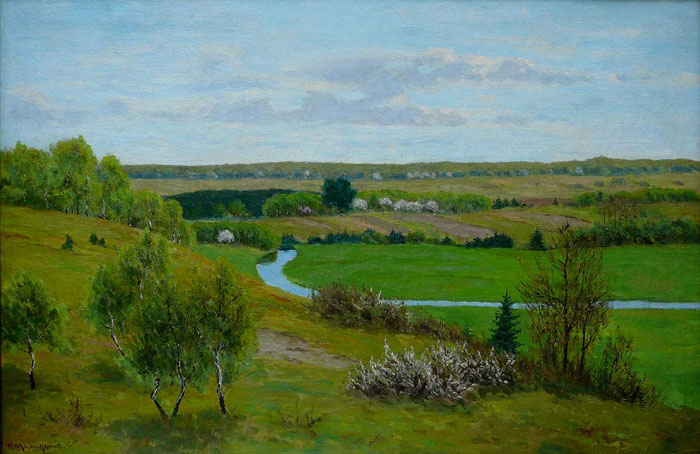
Das Böhmetal zwischen Vierde und Fallingbostel um 1903; Ölgemälde von Paul Müller-Kaempff

Der Heimatdichter Hermann Löns schreibt über die Böhme:

„Wunderbar schön ist es hier zur Maienzeit, wenn die gelben Lilien an den Uferbuchten der Böhme blühen und die gelben Bergbachstelzen über die Flut hinwegfliegen, und sommertags wenn die Böhme den Kranz von Vergißmeinnicht trägt [...] die Straßengräben in allen Blumenfarben prangen und die Gartenammer aus der hohen Hängebirke ihr kleines wehmütiges Liedchen singt; dann lernt man verstehen was Haidhunger ist, [...]“